# Palača Vojković u Zagrebu
Palača Vojković je barokna palača u Zagrebu, na Gornjem gradu, na adresi Matoševa 9. 

## Povijest
Sagrađena je 1764. godine prema projektu zasad nepoznatog arhitekta. Investitor palače bio je grof Sigizmund Vojković (Vojkffy) čiji je grb prikazan u štuku na zabatu pročelja. U 19. stoljeću palača je došla u ruke prvo obitelji Oršić, a potom i Rauch, po kojima se ponekad naziva i palača Oršić-Rauch. U zgradi je od 1947. smješten Hrvatski povijesni muzej.

## Opis
Slobodnostojeća, jednokatna trokrilna palača "U" oblika ima dva nejednaka dvorišna krila, a nalazi se na parceli s vrtom i ograđenim dvorištem. Palača Vojković je najreprezentativniji, najkvalitetniji i najcjelovitije očuvani primjer feudalne civilne gradske izgradnje barokne epohe u Zagrebu.

## Zaštita
Palača Vojković je zaštićeno kulturno dobro.

## Vanjske poveznice
|  | Zajednički poslužitelj ima još gradiva o temi Palača Vojković u Zagrebu |